# Schlacht am Châteauguay
Kriegsschauplatz St. Lawrence/Lake Champlain 

1. Sacket’s Harbor – 1. Lacolle Mills – Ontariosee – Ogdensburg – New York – 2. Sacket’s Harbor – Châteauguay – Chrysler’s Farm – 2. Lacolle Mills – Fort Oswego – Big Sandy Creek – Plattsburgh
Niagara-Kriegsschauplatz

Queenston Heights – Frenchman’s Creek – George – Stoney Creek – Beaver Dams – Black Rock – Fort Niagara – Buffalo – 1. Fort Erie – Chippewa – Lundy’s Lane – 2. Fort Erie – Cook’s Mill
Detroit-Kriegsschauplatz

Tippecanoe – Fort Mackinac – Dearborn – Detroit – Fort Harrison – Fort Wayne – Wild Cat Creek – Mississinewa – Frenchtown – Fort Meigs – Fort Stephenson – Eriesee – Thames River – Longwoods – Prarie du Chien – Rock Island Rapids – Mackinac Island – Malcom’s Mills
Chesapeake-Kriegsschauplatz

Craney Island – St. Michaels – Chesapeake – Bladensburg – Washington – Caulk’s Field – North Point – Baltimore
Südlicher Kriegsschauplatz

Creek – 1. Fort Bowyer – Fayal – Pensacola – Borgnesee – New Orleans – Fort St. Philip – Fort Peter – 2. Fort Bowyer
Die Schlacht am Châteauguay vom 26. Oktober 1813 zwischen britisch-kanadischen und amerikanischen Truppen fand während des Britisch-Amerikanischen Kriegs in Kanada in der Nähe des Lake Champlain statt und endete mit einem britischen Sieg.

## Vorgeschichte
Im Oktober 1813 stieß der amerikanische Generalmajor Wade Hampton mit einer 4.000 Mann umfassenden Armee vom Lake Champlain entlang des Châteauguay River in Richtung Sankt-Lorenz-Strom vor. Diese Unternehmung sollte den amerikanischen Hauptvorstoß unter Generalmajor James Wilkinson auf Montréal unterstützen.

## Verlauf
Hamptons erstes Ziel war Spears (Ormstown), wo seine leichte Infanterie eine kanadische Wache vertrieb. Fast alle Soldaten konnten entkommen, womit der Anmarsch der Amerikaner den britisch-kanadischen Verteidigern bekannt wurde. Am 25. Oktober stießen die Amerikaner in der Nähe von Spears’ Farm auf Verhaue und Barrikaden aus frisch gefällten Bäumen, die von britisch-kanadischen Milizeinheiten (den sog. Canadian Voltigeurs) sowie Indianern unter Oberstleutnant Charles-Michel de Salaberry gehalten wurden. Mit Hilfe dieser Verschanzungen hofften die Kanadier, sich gegen die weit überlegenen US-Truppen halten zu können. Hampton schreckte vor einem Frontalangriff auf die Kanadier zurück, da er ihre Zahl stark überschätzte und de Salaberrys Einheiten für doppelt überlegen hielt. Tatsächlich verfügten die Amerikaner jedoch über eine mehr als zweifache Übermacht. Deshalb detachierte Hampton ein Kontingent aus 1.500 Soldaten unter Oberst Robert Purdy, um durch den Wald auf der anderen Flussseite in die Flanke der Kanadier zu fallen.
Am Morgen des nächsten Tages entdeckten de Salaberrys Scouts die Amerikaner. Oberstleutnant George McDonnell, der die kanadische Nachhut kommandierte, schickte ihnen zwei Kompanien ausgesuchter Milizionäre entgegen. Die Kanadier stießen auf Purdys Vorhut, als diese gerade ein Sumpfgebiet verließen. Nach einem kurzen Schusswechsel flohen die Amerikaner, mussten aber weitere Verluste dadurch hinnehmen, dass sie von ihrer Haupttruppe mit den Kanadiern verwechselt und unter Feuer genommen wurden.
Um 14:00 Uhr griff Hamptons Hauptmacht die kanadischen Stellungen an. De Salaberry verteilte einige seiner Männer im Wald und ließ sie gleichzeitig Signalhörner blasen, um die Amerikaner über die Zahl seiner Truppen zu täuschen. Gleichzeitig versteckten sich Mohawk-Krieger in einem nahe gelegenen Waldstück und täuschten mit Musketensalven und lauten Kriegsrufen die Anwesenheit einer größeren Truppe vor. Da die Amerikaner die Hauptmacht der Gegner dort vermuteten, feuerten sie zahlreiche Musketensalven in den leeren Wald. Die Barrikaden (in den Boden gesteckte, angespitzte Baumstämme und Hölzer) verhinderten ein Durchkommen. Mittlerweile waren McDonnells Milizionäre auf Purdys Abteilung gestoßen. Die Amerikaner feuerten eine Reihe Musketensalven auf die Kanadier ab, übersahen aber im Dämmerlicht des Waldes, dass diese knieten. Während das amerikanische Feuer dadurch wirkungslos blieb, erlitten die Amerikaner erhebliche Verluste. Purdy versuchte daraufhin, McDonnells Männern durch einen Vorstoß entlang des Flussufers in die Flanke zu fallen, doch de Salaberry hatte einen solchen Versuch vorausgesehen und auf der gegenüberliegenden Flussseite eine Abteilung aufgestellt. Als die US-Soldaten aus dem Wald kamen, wurden sie mit einer präzisen Musketensalve empfangen und zogen sich wieder hastig in den Wald zurück. Nach diesem Rückschlag befahl Hampton um etwa 16:00 Uhr einen allgemeinen Rückzug. Die Kanadier hatten lediglich vier Tote und sieben Verwundete zu beklagen, die Amerikaner etwa 50 Tote und eine unbekannte Anzahl von Verwundeten.

## Folgen
Wie viele Gefechte dieses Krieges war die Schlacht am Châteauguay angesichts der beteiligten Truppen und der Verluste unbedeutend, wichtig jedoch durch ihre weitreichenden Konsequenzen. Aufgrund der Niederlage trat nicht nur Hamptons Armee den Rückzug an, auch Wilkinson, der in der Schlacht bei Chrysler’s Farm ebenfalls eine Niederlage erlitt, brach seinen Vormarsch auf Montréal ab. Aufgrund einer ängstlichen und inkompetenten Führung vergaben die Amerikaner am Châteauguay eine weitere Gelegenheit, bei der Eroberung Kanadas Fortschritte zu machen. Die britisch-kanadischen Truppen hatten einmal mehr ihre große zahlenmäßige Unterlegenheit durch bessere Kampfmoral, List und eine hervorragende Führung kompensiert. Bemerkenswert ist die Rolle der frankokanadischen Milizionäre, bei denen die Amerikaner auf Sympathie, zumindest Passivität hofften. Sie kämpften in dieser Schlacht ebenso entschieden wie ihre anglokanadischen Waffengefährten.
De Salaberry, der sich in dieser Schlacht hervorragend bewährt hatte, beschwerte sich später über Generalgouverneur Sir George Prevost und Generalmajor Abraham Ludwig Karl von Wattenwyl, die nie in die Nähe des Schlachtfelds kamen, aber den Hauptteil des Ruhms für sich beanspruchten.

## Nationale Würdigung
Am 30. Januar 1920 wurde der Ort der Schlacht durch die kanadische Regierung zu einer „nationalen historischen Stätte“ in der Region Québec erklärt. Die Würdigung erfolgte auf Vorschlag des Historic Sites and Monuments Board of Canada.